# Federica Ferraro
Federica Ferraro (ur. 18 sierpnia 1988) – włoska lekkoatletka specjalizująca się w chodzie sportowym. 
W 2006 była siódma na mistrzostwach świata juniorów w Pekinie, a rok później zajęła szóstą lokatę na juniorskich mistrzostwach Europy. Podczas rozegranych w 2009 w Kownie mistrzostw Europy młodzieżowców uplasowała się na dziesiątej pozycji. Siódma zawodniczka uniwersjady w 2011. Złota medalistka mistrzostw Włoch oraz reprezentantka kraju w pucharze Europy w chodzie oraz pucharze świata w chodzie. 
Rekord życiowy w chodzie na 20 kilometrów: 1:31:20 (13 października 2013, Chiasso). 

## Osiągnięcia
| Rok  | Impreza                           | Miejsce              | Konkurencja              | Pozycja     | Wynik    |
| ---- | --------------------------------- | -------------------- | ------------------------ | ----------- | -------- |
| 2006 | Puchar świata w chodzie sportowym | A Coruña             | chód na 10 km (juniorki) | 8. miejsce  | 49:01    |
| 2006 | Mistrzostwa świata juniorów       | Pekin                | chód na 10 000 m         | 7. miejsce  | 49:17,53 |
| 2007 | Puchar Europy w chodzie sportowym | Royal Leamington Spa | chód na 10 km (juniorki) | 9. miejsce  | 47:54    |
| 2007 | Mistrzostwa Europy juniorów       | Hengelo              | chód na 10 000 m         | 6. miejsce  | 48:16,05 |
| 2008 | Puchar świata w chodzie sportowym | Czeboksary           | chód na 20 km            | 46. miejsce | 1:38:00  |
| 2009 | Młodzieżowe mistrzostwa Europy    | Kowno                | chód na 20 km            | 10. miejsce | 1:38:56  |
| 2011 | Puchar Europy w chodzie sportowym | Olhão da Restauração | chód na 20 km            | 19. miejsce | 1:35:48  |
| 2011 | Uniwersjada                       | Shenzhen             | chód na 20 km            | 7. miejsce  | 1:40:40  |
| 2013 | Puchar Europy w chodzie sportowym | Dudince              | chód na 20 km            | 26. miejsce | 1:38:17  |